# Parafia Niepokalanego Poczęcia Najświętszej Maryi Panny w Wilnie
Parafia Niepokalanego Poczęcia Najświętszej Maryi Panny w Wilnie – rzymskokatolicka parafia znajdująca się w Wilnie, na Zwierzyńcu, w archidiecezji wileńskiej, w dekanacie wileńskim II.
Msze święte odprawiane są w językach polskim i litewskim.

## Historia
Parafię erygował w 1923 biskup wileński Jerzy Matulewicz. Terytorium parafii należało wcześniej do parafii św. Rafała. W latach 1994–2015 parafia była prowadzona przez marianów.